# Umak Island
Umak Island ist eine Insel der Aleuten in der Mitte der Andreanof Islands. Sie liegt zwischen den Inseln Tanaga und Chugul.

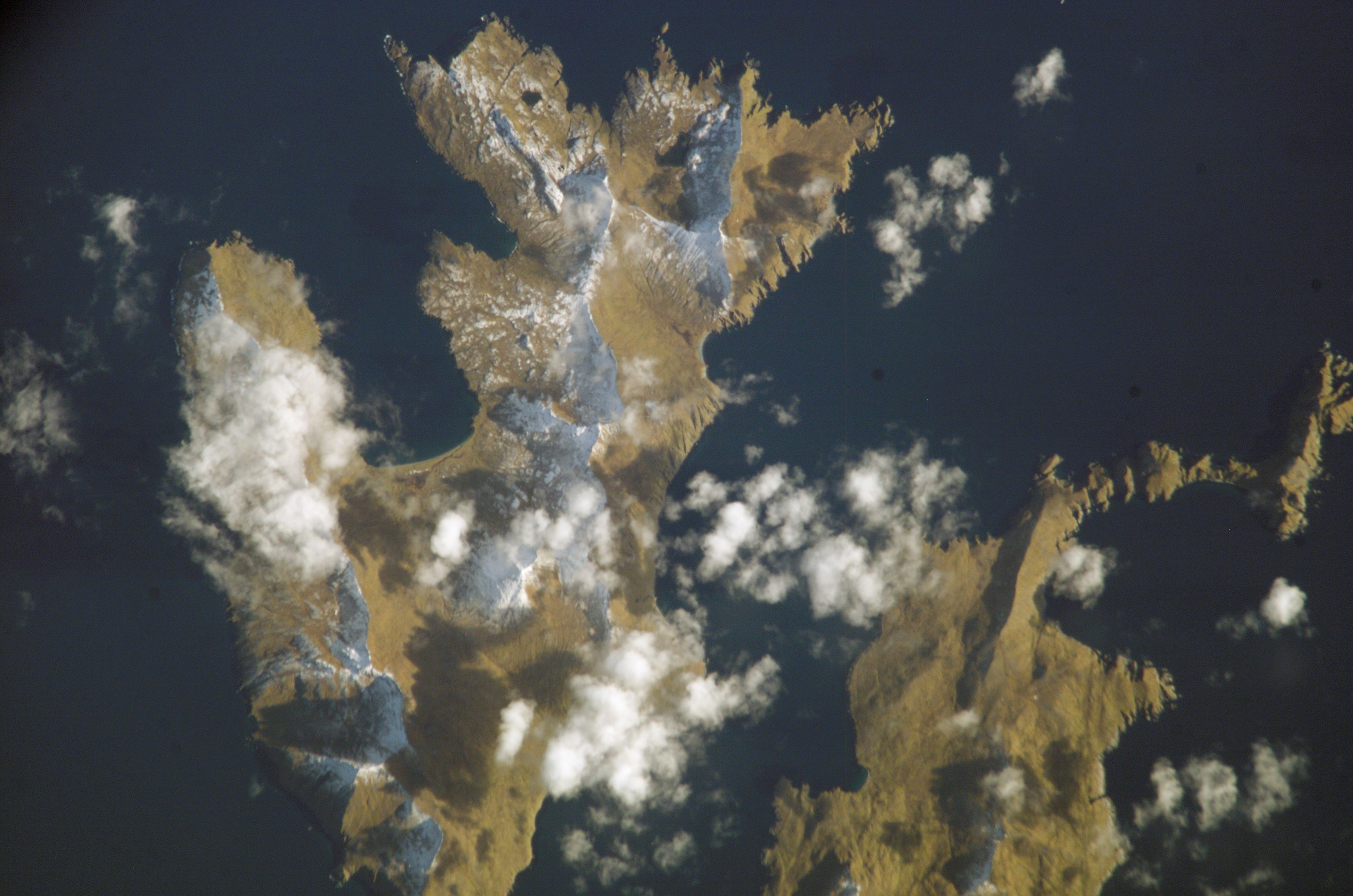
NASA-Bild von Umak-Island, rechts Little Tanaga